# 12068 Khandrika
12068 Khandrika è un asteroide della fascia principale. Scoperto nel 1998, presenta un'orbita caratterizzata da un semiasse maggiore pari a 2,2959398 au e da un'eccentricità di 0,1886316, inclinata di 5,02904° rispetto all'eclittica.
L'asteroide è dedicato allo studente statunitense Harish Gautam Khandrika.